# Together (Ryan O’Shaughnessy-dal)
A Together (magyarul: Együtt) Ryan O’Shaughnessy ír énekes dala, amellyel Írországot képviselte a 2018-as Eurovíziós Dalfesztiválon, Lisszabonban. Az előadót az ír közszolgálati műsorsugárzó választotta ki és kérte fel a szereplésre 2018. január 31-én. A dalt és a hozzá készült videoklipet 2018. március 9-én mutatták be.

## Videoklip
A videoklipben egy azonos nemű pár szerepel, akiket Alan McGrath és Kevin O'Dwyer professzionális táncosok alakítanak. Ők a dublini Temple Bar utcáin sétálnak és táncolnak egymással. A videót Christian Tierney rendezte, a koreográfus pedig Ciaran Connolly volt. O'Shaughnessy a videokliphez a következő gondolatokat fűzte: „Bámulatos volt látni, ahogy a videó életre kelt, ragaszkodva az eredeti elképzeléshez, a szerelem egyetemes üzenetének megjelenítéséhez, valamint ahhoz, hogy minden kapcsolatban vannak próbatételek.”
Habár a táncosok bevonása a videoklipbe O'Shaughnessy ötlete volt, a meleg pár szerepeltetése kezdetben nem volt része a koncepciónak. Amikor elérkezett a videó elkészítésének ideje, McGrath és O'Dwyer voltak a legjobb táncosok Dublinban, O'Shaughnessy pedig azt mondta: "miért ne táncolhatna a két srác egymással?"

## Eurovíziós Dalfesztivál
A dalt az Eurovíziós Dalfesztiválon először a május 8-i első elődöntőben adta elő, fellépési sorrendben tizennyolcadikként a Svájcot képviselő Zibbz Stones című dala után és a Ciprust képviselő Eleni Foureira Fuego című dala előtt. Az elődöntőből a hatodik helyen jutott tovább a május 12-i döntőbe, ahol fellépési sorrendben huszonnegyedikként lépett fel a Hollandiát képviselő Waylon Outlaw in ’Em című dala után és a Ciprust képviselő Eleni Foureira Fuego című dala előtt. A pontozás során a zsűri szavazáson összesítésben a tizennegyedik helyen végzett 74 ponttal, míg a nézői szavazáson a tizenhatodik helyen végzett 62 ponttal így összesítésben 136 ponttal a verseny tizenhatodik helyezettje lett.
Írország fellépését a dalfesztivál első elődöntőjének közvetítése során cenzúrázták Kínában a meleg pár megjelenítése miatt. Ez – és más hasonló alapszabályok megsértése – a kínai közvetítési jogok azonnali megszüntetését eredményezte a verseny hátralévő részére.
A következő ír induló Sarah McTernan 22 című dala volt a 2019-es Eurovíziós Dalfesztiválon.

## Külső hivatkozások
- Dalszöveg
- A dal videóklipje. YouTube-videó, Eurovision Song Contest, 2018. március 10.
- A dal előadása a dalfesztivál első elődöntőjében. YouTube-videó, Eurovision Song Contest, 2018. május 8.
- A dal előadása a dalfesztivál döntőjében. YouTube-videó, Eurovision Song Contest, 2018. május 12.